# Herbert Honz
Herbert Honz (Böhringen, Baden-Württemberg, 6 de setembre de 1942) va ser un ciclista alemany que va córrer durant els anys 60 del segle xx. Es dedicà principalment al ciclisme en pista.

## Palmarès
- 1965
  -  Campió d'Alemanya amateur en quilòmetre
  -  Campió d'Alemanya amateur en persecució per equips
- 1966
  -  Campió d'Alemanya amateur en quilòmetre
  -  Campió d'Alemanya amateur en persecució per equips
  -  Campió d'Alemanya amateur en madison
- 1967
  -  Campió d'Alemanya amateur en quilòmetre
  -  Campió d'Alemanya amateur en persecució per equips
- 1968
  -  Campió d'Alemanya amateur en quilòmetre
  -  Campió d'Alemanya amateur en persecució per equips
- 1969
  -  Campió d'Alemanya amateur en persecució per equips
- 1970
  -  Campió d'Alemanya amateur en persecució per equips